# Henri Roy
Pour les articles homonymes, voir Roy et Henri Roy (homonymie).
Henri Roy, né le 17 février 1873 au Bouchaud dans le Jura et mort le 23 août 1950 à Paris, est un homme politique français, membre du Parti radical.

## Biographie

### Jeunesse et études
Fils d'un instituteur d'une petite commune du Jura, Henri Roy est boursier de l'enseignement secondaire, d'abord au lycée de Lons-le-Saunier, puis au lycée Lakanal. Pendant ses études parisiennes, il rencontre Jean Tharaud et Charles Péguy, dont il devient un ami proche.
Après un échec au concours d'entrée de l'ENS, il poursuit ses études à l'université et prépare l'agrégation.

### Parcours professionnel
Il se découvre, pendant l'affaire Dreyfus, une double passion pour la politique et le journalisme. Il collabore alors à La Volonté, quotidien de Franklin Bouillon et Pierre Baudin, puis devient rédacteur en chef du Progrès du Loiret, journal de sensibilité radicale, paraissant à Orléans.
Parallèlement, il s'inscrit au barreau de cette ville et exerce comme avocat.
C'est avec le soutien du Parti radical qu'il se présente aux législatives de 1906, et bat le sortant Louis Darblay. Il est réélu en 1910 et 1914.
En juillet 1919, il est nommé Commissaire au Ravitaillement dans le gouvernement Clemenceau. Pendant les quelques mois où il exerce cette fonction, il met en place des restaurants populaires.
En novembre de cette année, cependant, il est victime de la poussée de la droite, qui donne une chambre « bleu horizon », et perd son siège de député.
En janvier 1920, il se présente avec succès aux Sénatoriales. Au palais du Luxembourg, il siège naturellement au sein du groupe de la Gauche démocratique, composée essentiellement de radicaux. Membre de la commission des finances, il est plusieurs fois rapporteur du budget de départements ministériels (Alsace et Lorraine, puis Poste), avant de devenir rapporteur général du budget en 1932 et 1933.
Toujours sénateur, il est nommé président de l'office national des combustibles, succédant à Louis Loucheur, en 1932.
Plusieurs fois sollicité pour entrer au gouvernement, il finit par accepter la proposition du portefeuille des travaux publics, faite par Pierre-Etienne Flandin, en novembre 1934. Sa principale action est d'ordonner un audit complet de la situation du rail en France.
Vice-président du Sénat depuis 1936, il accepte en mai 1940 la fonction de ministre de l'Intérieur que lui propose Paul Reynaud.
En juillet 1940, il approuve la révision constitutionnelle et vote les pleins-pouvoirs à Philippe Pétain. Néanmoins, il s'oppose rapidement au régime de Vichy et refuse la proposition de siéger au Conseil national que celui-ci met en place en 1941.
De ce fait, il est relevé par un jury d'honneur de son inéligibilité à la Libération. Cependant, il ne renoue pas avec la vie politique, et meurt en 1950. Sa tombe se trouve au cimetière de Montmartre, avec celle de son épouse, née Louise Jabraud et décédée en 1938. 

## Sources
- « Henri Roy », dans le Dictionnaire des parlementaires français (1889-1940), sous la direction de Jean Jolly, PUF, 1960 [détail de l’édition]